# 圣蒂耶博
圣蒂耶博（法語：Saint-Thiébault，法語發音：[sɛ̃ tjebo]）是法国上马恩省的一个市镇，属于肖蒙区。

## 地理
圣蒂耶博（48°12'3"N, 5°34'46"E）面积0.61 平方千米，位于法国大東部大區上马恩省，该省份为法国东北部内陆省份，北起马恩省和默兹省，西接奥布省，西南接科多尔省，东南接上索恩省，东临孚日省。
与圣蒂耶博接壤的市镇（或旧市镇、城区）包括：伊卢、默兹河和穆宗河间布尔蒙。

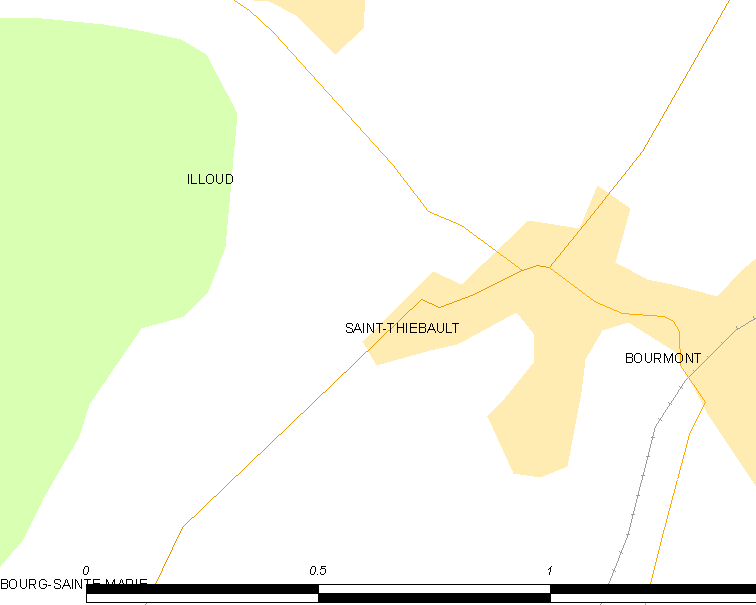
圣蒂耶博的OSM定位图

圣蒂耶博的时区为UTC+01:00、UTC+02:00（夏令时）。

## 行政
圣蒂耶博的邮政编码为52150，INSEE市镇编码为52455。

## 政治
圣蒂耶博所属的省级选区为普瓦松县。

## 人口

1962-2008年间圣蒂耶博人口变化图示

圣蒂耶博于2022年1月1日时的人口数量为250人。